# 東京都中野区暴力団組員殺害事件
東京都中野区暴力団組員殺害事件（とうきょうとなかのくぼうりょくだんくみいんさつがいじけん）は、東京都中野区で1999年（平成11年）に暴力団組員が殺害された事件である。

## 概要
1999年（平成11年）1月31日に、東京都中野区のアパート内で暴力団組員のAが鉄パイプで頭を殴られたり、首を絞められたりして殺害された。事件から10年以上たった後の別件の仙台の強盗殺人事件で逮捕されたCの供述によって発覚した。CはAに恨みを抱いて殺害したと供述してCの供述に基づいて山の中を捜索したところ、Aの白骨化した遺体が発見された。CはBらと共謀したと証言して、これを受けて警察はCら4容疑者を2010年（平成22年）2月10日に殺人容疑で逮捕・再逮捕した。その後、B、C、Dの3容疑者を殺人罪で起訴した。なお、死体遺棄については公訴時効が成立している。

## 裁判経過
- 2010年8月27日にCは2つの殺人事件で起訴されたが2つの事件の間に覚せい剤取締法違反で確定判決を受けているため、刑法の規定で併合罪は適用されず仙台の強盗殺人事件で無期懲役、本事件の殺人事件では本来なら無期懲役を適用すべきだが自首が認定されたため自首減刑を行うとして懲役15年の判決を受けて確定した[1]。なお、Cは2004年の仙台での強盗殺人事件で無期懲役となって確定したため、無期懲役の判決が優先されて本事件の懲役15年の有期刑は科されない。
- 殺人罪に問われた事件当時少年のBは容疑を否認。3月から裁判が始まるも東日本大震災で中断。新たに裁判員を選びなおし、質問などが一切なくDVDでの審理という異例の裁判となった。そんな中、仙台地方裁判所は2011年9月1日、無罪判決（求刑懲役13年）を言い渡した[2]。判決では、逮捕の決め手となったCの供述が恨みによる犯行にもかかわらず直接手出ししていないなど信用性に疑問があること、凶器が見つからないなど客観的証拠の不足を指摘した[2]。裁判員裁判での殺人事件の無罪判決は3例目で少年が殺人事件で無罪判決を受けるのは裁判員裁判で初。これに対し検察は不服として控訴したが、2012年9月27日、仙台高等裁判所は、控訴を棄却する判決を言い渡した[3]。上告を断念し、確定。
- 殺人容疑がかけられた男性Dについても裁判が開かれた。この被告人Dは他の殺人事件2つについても容疑がかけられており、裁判員裁判としては初の三区分に分けての裁判となる。検察は唯一の直接証拠であるCの証言をもとに2段ベッド下段に寝ていた組員を鉄パイプで多数回殴打したと主張したが、再現を試みた結果などから殴打は不可能としてCの証言の信用性を否定。2011年10月6日に仙台地方裁判所（鈴木信行裁判長）は区分審理での裁判員裁判としては全国初の無罪の部分判決を言い渡した[4]。これに対しても検察側は不服として控訴した。

## 関連する事件
- 仙台風俗店経営者強盗殺人事件:この事件で逮捕されたCの供述により本事件が発覚。D、Cが容疑をかけられている。Cは無期懲役判決が確定した。
- 亘理町自衛官殺害事件：Dが容疑をかけられている。